# Sima kraftværk
Sima kraftverk er et vandkraftværk i Simadalen i Eidfjord kommune i Hordaland, Norge.
Kraftværket består af to anlæg, Lang-Sima og Sy-Sima. Kraftværket har et omfattende net af tunneller og damme og de største magasiner er Langvatn, Rundavatn, Rembesdalsvatn og Sysenvatnet. Alle disse damme er stenfylningsdamme.
Sy-Sima har to turbiner på  620 MW med en gennemsnitlig årsproduktion på 1.640 GWh. Faldhøjde 905 m.
Lang-Sima har to turbiner på 500 MW med en gennemsnitlig årsproduktion på 1.088 GWh. Faldhøjde 1152 m.
De to kraftværker er tilsammen Norges næststørste målt i installeret effekt. Produktionen startede i 1980.
Kraftværket regulerer og delvist tørlægger vandfaldene Vøringsfossen, Stykkjedalsfossen og Rembedalsfossen.
Ejerne er Statkraft 65 %, BKK 26,25 % og Sunnhordland Kraftlag 8,75 %.
Der er guidede rundvisninger på kraftværket fra juni til august.

## Galleri
- Krafthallen ved Sima kraftverk.
- Peltonhjul i reserve ved Sima kraftverk. Vægt på 37 ton og ydre diameter på 5060 mm.
- Mindeplakat med teksten; Sima Kraftverk – Offisielt åpnet 17. juni 1980 av statsminister Odvar Nordli i nærvær av 200 innbudte gjester.